# Johann Putz
Johann Putz (* um 1631; begraben 18. Februar 1697 in Platten) war ein böhmischer Finanzbeamter. Er war kaiserlicher und kurfürstlich-sächsischer Grenzzolleinnehmer, Bergzehntner, Ratskämmerer und Stadtvogt.

## Leben
Johann Putz dessen Geburtsort unbekannt ist, wuchs in Neudek im Erzgebirge auf, wo sein Vater Georg Putz (um 1586–1635) von der Herrschaft Czernin 1634 als Hauptmann eingesetzt worden war. In den Wirren des Dreißigjährigen Krieges versuchte dieser den einfallenden Schweden Einhalt zu gebieten, wurde jedoch gefangen gesetzt und starb 1635 nach nur einem Jahr Amtszeit. Seine Mutter Eva heiratete in zweiter Ehe 1636 den Neudeker Bürgermeister, Schichtmeister und Beamten Georg Stutzig (1597–1648) und in dritter Ehe 1649 den Neudeker Bürgermeister und kaiserlichen Zetteleinnehmer Johann Friedrich († 1689) aus Karlsbad. Sein Halbbruder war der Rebellenführer im Bauernaufstand von 1680 Georg Bernhard Stutzig und sein Schwager der Farbmacher und Handelsmann in Breitenbach Peter Elster. 
Putz der den Beruf des Schneidermeisters erlernte, war seit 1656 in der Bergstadt Platten im Stadtrat gesessen, welches Amt er bis zu seinem Tode ununterbrochen vierzig Jahre innehatte. Bereits 1660 wurde er zum Stadtvogt ernannt und 1666 als kaiserlicher Zollamtgegenhändler eingesetzt. 1666 nahm Putz auch das Amt des Stadtkämmerers an, sowie 1674 die Stelle des kaiserlichen und kurfürstlich-sächsischen Zehenteinnehmers und Schreibers. Im Laufe seines Lebens hatte Putz noch weitere Ämter und Funktionen übernommen, wie des kaiserlichen Bergzehntners. Er starb im Jahre 1697 im Alter von 65 Jahren und 41 Wochen in Platten und hinterließ neben seiner Frau zehn Kinder. Sein ältester Sohn war der Bergmeister und Glashüttenbesitzer Christoph Adalbert Putz, von dem sich das Adelsgeschlecht Putz von Breitenbach ableitet. Sein jüngerer Sohn war der Blaufarbenwerksbesitzer und Bergwerkseigentümer Joseph Putz.

## Familie
Johann Putz heiratete 1656 Elisabeth geb. Ziegner (* um 1630 in Schönlind; † 1705 in Platten), aus dem Glasmachergeschlecht Ziegner. Aus der Ehe gingen folgende Kinder hervor:
1. Anna Regina (1657–1748); ⚭ 1675 Wenzeslaus Morbach, Bürger und Glasmacher.
2. Christophorus (Adalbert) (1658–1726), Bergschreiber und Bergmeister, Glashüttenbesitzer; ⚭ 1686 Anna Maria Haas († 1742).
3. Rosina (1660–1704); ⚭ 1680 Christoph Mittelbach, Bürger und Ratsbeisitzer aus Böhmisch Wiesenthal.
4. Anna Catharina (* 1661); ⚭ 1685 Hans David Poppenberger († 1709), Bürger, Weißbäcker und Kirchenvorsteher.
5. Anna Maria (1663–1718); ⚭ 1686 Maria Kulm Hans Ferdinand Siegel (1662–1721), Organist und Wagmeister.
6. Winandus (1664–1703), Bürger, Fleischhacker und Handelsmann; ⚭ 1686 Elisabeth Siegel, geb. Mabam († 1723) aus Cham, Witwe
7. Johannes Jacobus (1667–1669)
8. Joannes Georgius (1668–1675)
9. Magdalena (* 1670)
10. Hanns Joseph (1672–1730), Zoll- und Ungeldeintreiber, Bergwerkseigentümer; ⚭ 1691 Christina Sichelbarth.
11. Johann Jacob (1674–1757), Bürger und Stadtrichter; ⚭ 1703 Maria Magdalena Höffer (1683–1741).
12. Maria Elisabetha (* 1676); ⚭ 1700 Johann Georg Kircheisen (1673–1740), Bürger und Farbhändler.